# Linoleum

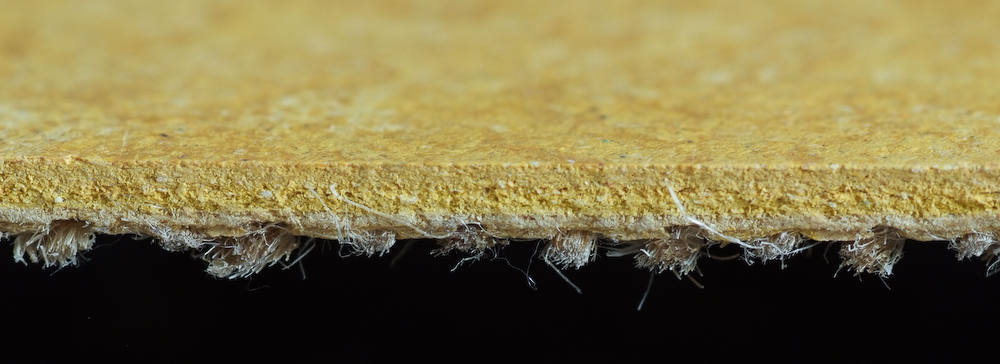
La sezione

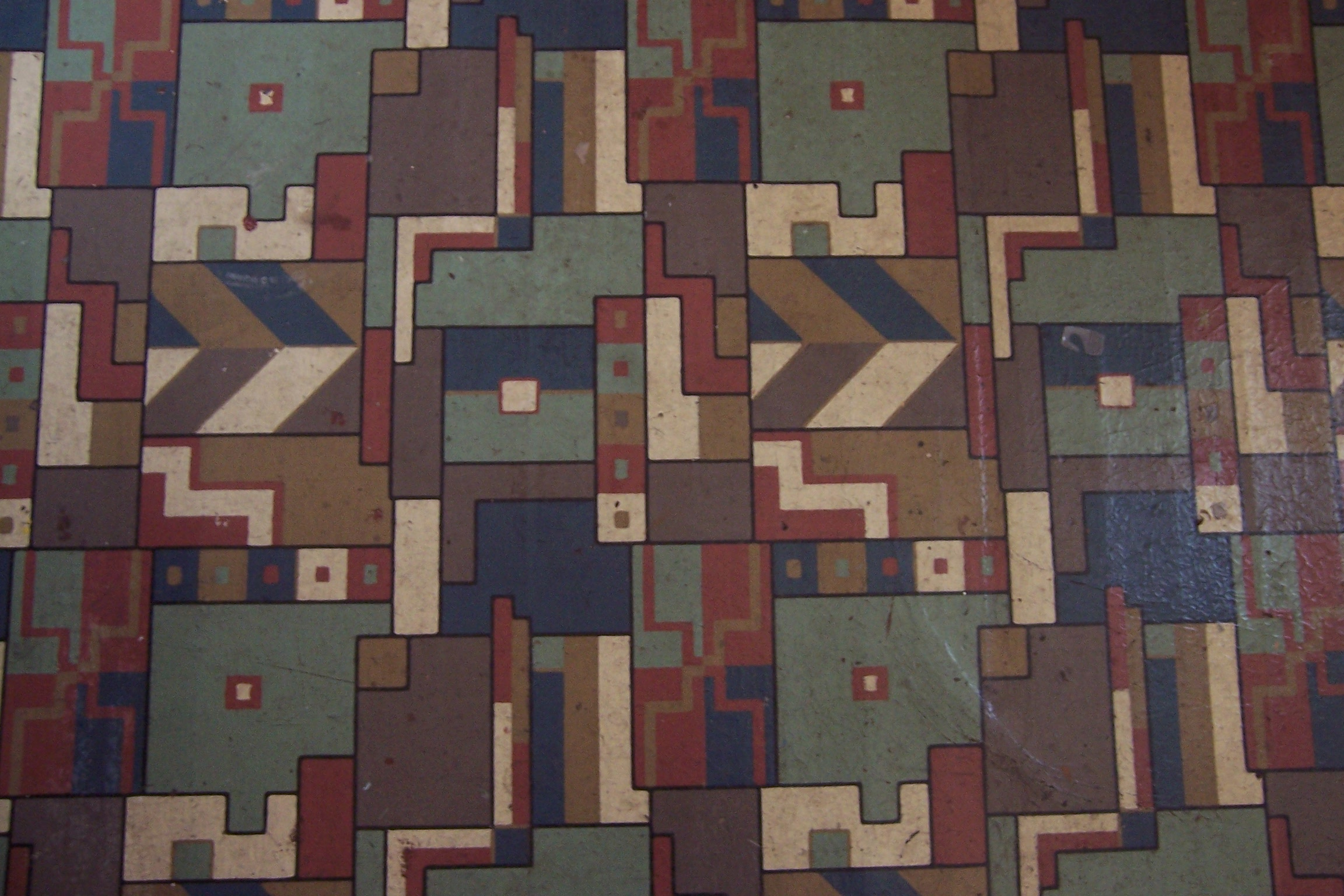
Un pavimento di linoleum in stile americano anni cinquanta

Il linoleum è un tipo di pavimento resiliente e riciclabile, composto da materie prime di origine naturale: olio di lino, farina di legno, farina di sughero, pigmenti coloranti calandrati su un tessuto di juta naturale.
Spesso confuso con i pavimenti vinilici o in gomma, possiede caratteristiche che ancora oggi lo rendono una valida soluzione per pavimenti in uffici, scuole ed ospedali.

## Storia

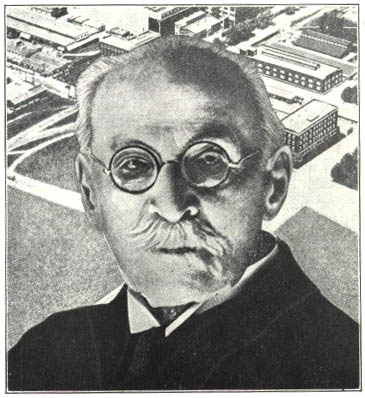
Frederick Walton (1833-1928) brevettò il linoleum nel 1863

I «Varnished Oils» apparsi in Inghilterra all'inizio del XIX secolo erano i primi rivestimenti senza giunture concepiti con il doppio obiettivo di facilità di manutenzione e d'igiene.
Ispirandosi a queste prove, il francese Chevanard mise a punto nel 1823 un tappeto di feltro verniciato protetto dall'umidità da uno strato di bitume, che ebbe però scarso successo.
Altri tentativi, perseguiti a partire dal 1836, avevano invece permesso all'inglese Elijah Galloway di farne un brevetto nel 1851, sotto il nome di «Kamptulicon», un rivestimento composto da una miscela di caucciù colorato e polvere di sughero applicata tramite calandratura su un supporto di tela o simile. Ma i numerosi impieghi che trovava allora il caucciù grazie all'invenzione della vulcanizzazione provocarono un tale rialzo dei prezzi (la produzione annua di caucciù ancora non superava le 40 T), che la fabbricazione del «Kamptulicon» dovette essere abbandonata a causa del suo prezzo di vendita proibitivo.
Il linoleum fu infine inventato intorno al 1860 e fu brevettato il 25 aprile 1863 dallo scozzese Frederick Walton. Nel 1860, Walton ebbe infatti l'idea di sostituire il caucciù con l'olio di lino, che egli trasformava tramite un processo di ossidazione di sua invenzione in una massa gommosa e flessibile. Nel 1863 l'inventore poté così depositare il primo brevetto di rivestimento del suolo a base di olio di lino ossidato sotto il nome di «Kampticon», al quale sostituì in seguito il più conosciuto «Linoleum».
Vent'anni dopo la sua invenzione, l'Inghilterra contava già venti fabbriche di linoleum. Questo vivo successo incitò altri paesi ad insediare presso di sé questa nuova industria. In Germania, Stati Uniti, Russia, Belgio, Italia, Paesi Bassi, Svezia, Norvegia, Francia, Svizzera, poi in Jugoslavia e Spagna apparirono gradualmente sempre più fabbriche, la cui attività crebbe man mano che il linoleum trovava svariate applicazioni nell'edilizia.

## Processo di fabbricazione
Il processo di ossidazione Walton che ancora oggi è alla base della fabbricazione del linoleum si caratterizza per il fatto che l'olio di lino cotto viene messo a contatto con l'aria calda, passando così dallo stato liquido allo stato solido.

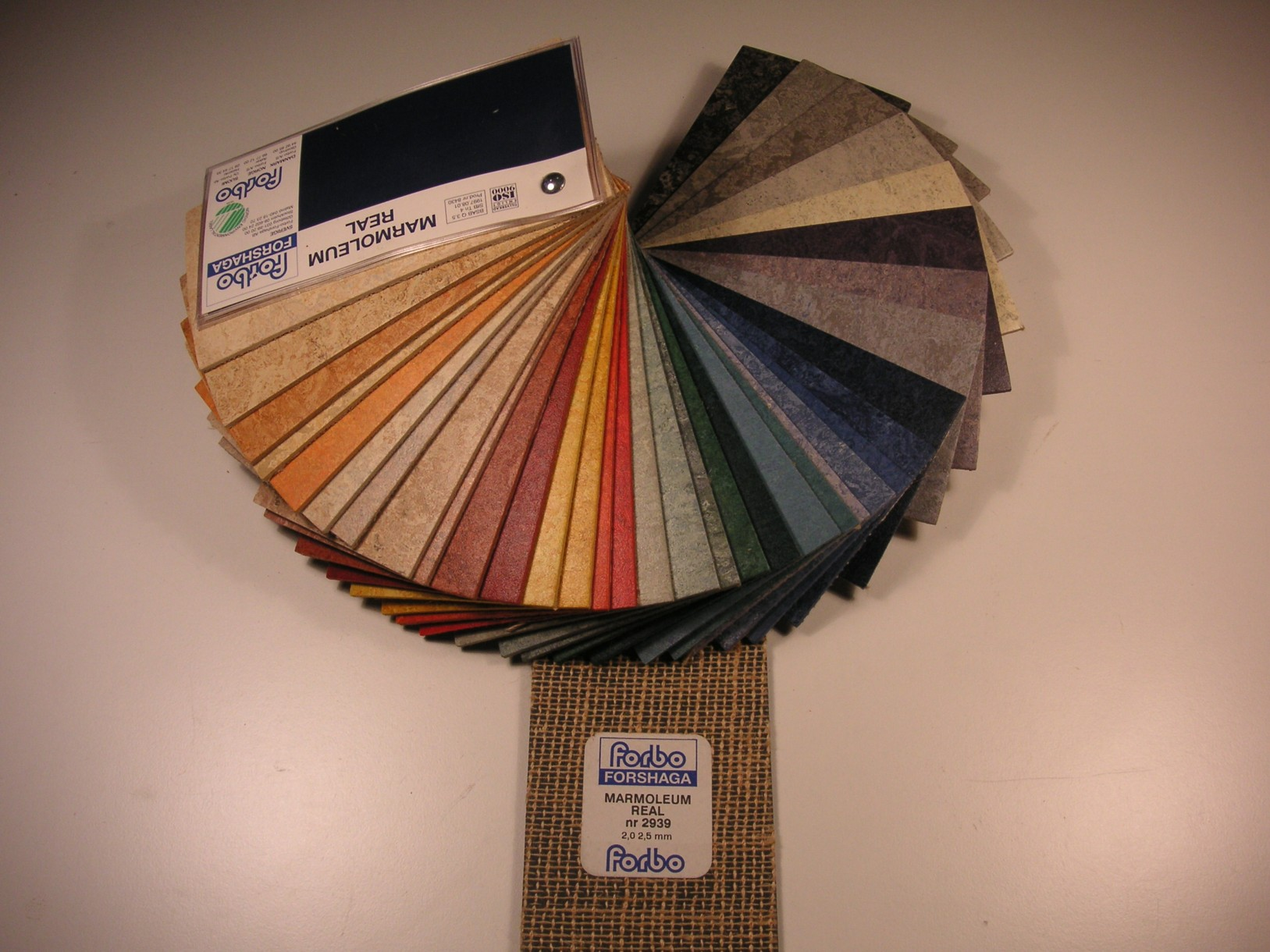
Una scelta di linoleum in esposizione

In campo industriale questa ossidazione viene indotta in celle appositamente disposte per questo effetto. Nella parte superiore sono disposte in strette file delle asticelle di ferro che sostengono una striscia di tela di cotone, che scende fino a 50 cm dal suolo.
L'olio è versato ogni giorno sulla tela per mezzo di pompe. Al contatto con l'aria riscaldata a circa 40 °C, e costantemente ricambiata, gli strati successivi di olio si agglomerano ai due lati della tela; dopo circa quattro mesi, gli strati raggiungono uno spessore di 2-3 cm e si può così raccogliere la linoxina.

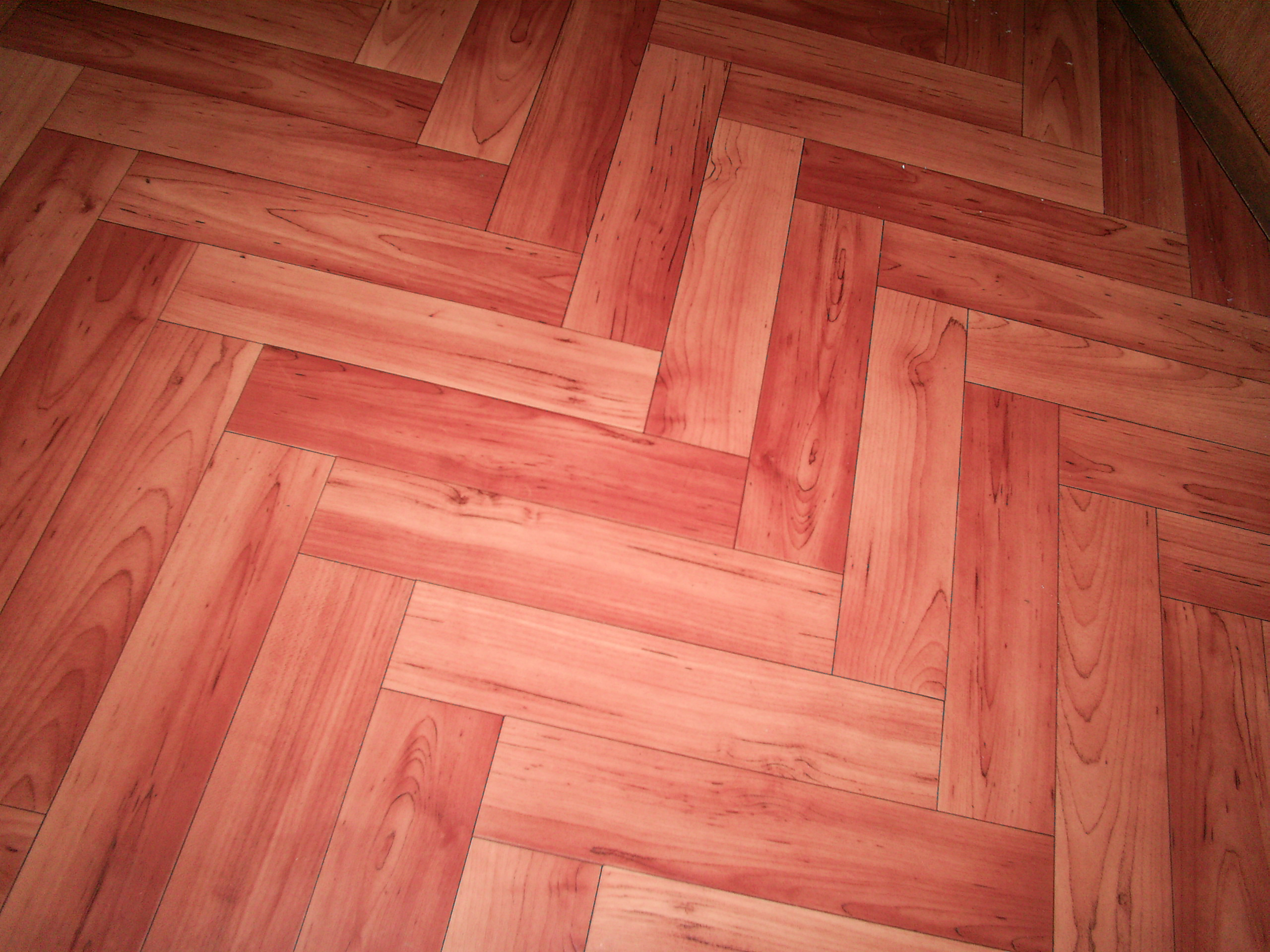
Un PVC stampato, spesso confuso con il linoleum

In seguito la linoxina viene triturata e fusa con l'aggiunta di gomma di kauri, di copale e di colofonia per ottenere un legante detto « cemento di linoleum » che dev'essere depositato per due mesi prima di poter essere utilizzato. Dopo questo periodo di riposo, questo cemento viene impastato con della polvere di sughero, della farina di legno e delle materie coloranti per formare la pasta di linoleum. Le proporzioni della miscela, la natura e il colore di questa pasta determinano le proprietà che distingueranno le diverse qualità di linoleum come il suo grado di elasticità e la sua tinta.
Una calandra con cilindri riscaldati comprime la pasta di linoleum schiacciandola  su una banda di tela di juta per formare il linoleum che potrà avere colore uniforme, granuloso, variegato o marmorizzato. Gli spessori più comuni sono di 2mm, 2,5mm, 3,2mm e 4 mm.
Alcuni tipi di linoleum, come gli "intarsiati" non si ottengono per calandratura ma sono formati da presse idrauliche che comprimono a pasta sul tessuto di juta creando dei motivi mediante stampi.
Le strisce fresche e calde di linoleum, ancora molli e flessibili, vengono portate in essiccatoi dove restano sospese a temperature elevate per diverse settimane; una volta raggiunte la fermezza, la durezza e la solidità desiderate vengono ritirate, arrotolate in unità da 26–30 m e sono preparate per la spedizione. Il processo completo di fabbricazione richiede circa un anno, anche se nuove tecniche richiedono meno tempo mantenendo le proprietà pressoché invariate.

## In Italia
Linoleum in Italia è stato il nome abbreviato della società La Società del Linoleum che si occupava della produzione e della commercializzazione di tale pavimentazione resiliente.
Aveva sede a Milano e stabilimenti a Narni Scalo e a Giubiasco in Svizzera. Lo stabilimento di Narni, ancora in attività, risale al 1897 ed è uno dei primi dell'intera area.
Dapprima società quotata in borsa, La Società del Linoleum è poi passata al gruppo Pirelli. Tentò una diversificazione nel campo delle moquette, della pavimentazione in gomma. Fu poi ceduta a Montefibre e poi alla Sommer, acquisita poi dalla Tarkett.